# Elytroleptus divisus
Elytroleptus divisus là một loài bọ cánh cứng trong họ Cerambycidae.